# Zgromadzenie Chorwackie
Zgromadzenie Chorwackie (chorw. Hrvatski sabor) – jednoizbowy parlament Chorwacji, złożony ze 151 członków wybieranych na czteroletnią kadencję. W wyborach stosuje się ordynację proporcjonalną, zaś głosy na mandaty przeliczane są z użyciem metody d’Hondta. 140 deputowanych wybieranych jest w dziesięciu czternastomandatowych okręgach wyborczych, gdzie obowiązuje próg wyborczy na poziomie 5% głosów w skali całego kraju. Odrębne okręgi stworzone zostały dla przedstawicieli mniejszości narodowych (zarezerwowano dla nich 8 miejsc w parlamencie) oraz dla chorwackiej diaspory zamieszkałej poza granicami kraju (od 2011 – 3 mandaty).
Zarówno czynne, jak i bierne prawo wyborcze przysługuje obywatelom chorwackim w wieku co najmniej 18 lat. Głosować nie mogą osoby skazane na pozbawienie praw publicznych oraz ubezwłasnowolnione. Kandydatami nie mogą być funkcjonariusze państwowi, w tym m.in. sędziowie, żołnierze, dyplomaci wyższych szczebli, osoby zasiadające w samorządach lokalnych oraz członkowie zarządów firm, gdzie większościowym udziałowcem jest chorwacki skarb państwa.
Posiedzenia Saboru odbywają się w gmachu położonym przy placu św. Marka 6 w Zagrzebiu.

## Chronologiczna lista Przewodniczących
| #  | Imię i Nazwisko                | Portret       | Kadencja             | Kadencja             | Partia polityczna | Partia polityczna |
| #  | Imię i Nazwisko                | Portret       | Od                   | Do                   | Partia polityczna | Partia polityczna |
| -- | ------------------------------ | ------------- | -------------------- | -------------------- | ----------------- | ----------------- |
| 1  | Žarko Domljan (ur. 1932)       |               | 30 maja 1990         | 7 września 1992      |                   | HDZ               |
| 2  | Stjepan Mesić (ur. 1934)       |               | 7 września 1992      | 24 maja 1994         |                   | HDZ               |
| 3  | Nedjeljko Mihanović (ur. 1930) |               | 24 maja 1994         | 28 listopada 1995    |                   | HDZ               |
| 4  | Vlatko Pavletić (1930-2007)    |               | 28 listopada 1995    | 2 lutego 2000        |                   | HDZ               |
| 5  | Zlatko Tomčić (ur. 1945)       |               | 2 lutego 2000        | 22 grudnia 2003      |                   | HSS               |
| 6  | Vladimir Šeks (ur. 1943)       |               | 22 grudnia 2003      | 11 stycznia 2008     |                   | HDZ               |
| 7  | Luka Bebić (ur. 1937)          |               | 11 stycznia 2008     | 22 grudnia 2011      |                   | HDZ               |
| 8  | Boris Šprem (1956-2012)        |               | 22 grudnia 2011      | 30 września 2012     |                   | SDP               |
| 9  | Josip Leko (ur. 1948)          |               | 30 września 2012     | 28 grudnia 2015      |                   | SDP               |
| 10 | Željko Reiner (ur. 1953)       | Željko Reiner | 28 grudnia 2015      | 14 października 2016 |                   | HDZ               |
| 11 | Božo Petrov (ur. 1979)         |               | 14 października 2016 | 5 maja 2017          |                   | Most              |
| 12 | Gordan Jandroković (ur. 1967)  |               | 5 maja 2017          | nadal                |                   | HDZ               |